# Martin Eichler
Martin Maximilian Emil Eichler (29 mars 1912 - 7 octobre 1992) est un théoricien allemand des nombres.

## Biographie
Eichler obtient son doctorat de l'Université Martin-Luther de Halle-Wittemberg en 1936.
Eichler et Gorō Shimura développent une méthode pour construire des courbes elliptiques à partir de certaines formes modulaires. La notion inverse selon laquelle chaque courbe elliptique a une forme modulaire correspondante serait plus tard la clé de la preuve du dernier théorème de Fermat,.

## Publications
- Quadratische Formen und orthogonale Gruppen, Springer 1952[3], 1974
- Lectures on Modular Correspondences, Tata Institute, 1955
- Einführung in die Theorie der algebraischen Zahlen und Funktionen, Birkhäuser 1963; Eng. trans. 1966, Introduction to the theory of algebraic numbers and functions, in which a section on modular forms is added; pbk 2014 reprint of 1963 German original
- Projective varieties and modular forms 1971 ; M. Eichler, 2006 edition, 15 novembre 2006 (ISBN 9783540368694, lire en ligne)
- with Don Zagier: The Theory of Jacobi forms, Birkhäuser 1985; Martin Eichler et Don Zagier, 2013 edition, 14 décembre 2013 (ISBN 9781468491623, lire en ligne)
- Über die Einheiten der Divisionsalgebren, Mathem. Annalen 1937
- Neuere Ergebnisse der Theorie der einfachen Algebren, Jahresbericht DMV 1937
- Allgemeine Integration linearer partieller Differentialgleichungen von elliptischem Typ bei zwei Grundvariablen, Abh. Math. Sem. Univ. Hamburg 15 (1947), 179–210. lien Math Reviews
- On the differential equation uxx + uyy + N(x)u = 0, Trans. Amer. Math. Soc. 65 (1949), 259–278 DOI 10.1090/S0002-9947-1949-0029055-8
- Zur Algebra der orthogonalen Gruppen Mathem. Zeitschrift 1950
- Zahlentheorie der Quaternionenalgebren, Crelle J. vol. 195, 1955, with errata
- Quaternäre quadratische Formen und die Riemannsche Vermutung für die Kongruenz-Zetafunktion, Archiv Math. vol. 5, 1954, pp. 355–366
- Eine Verallgemeinerung der Abelschen Integrale, Math. Zeitschrift vol. 67, 1957, pp. 267-298
- Quadratische Formen und Modulfunktionen Acta Arithmetica vol. 4, 1958, pp. 217–239
- Eine Vorbereitung auf den Riemann-Rochschen Satz für algebraische Funktionenkörper, Crelle J. 1964
- Eine Spurformel von Korrespondenzen von algebraischen Funktionenkörpern mit sich selber, Inv. Math. vol. 2, 1967
- The basis problem for modular forms and the traces of the Hecke operators, Springer, Lecture notes Math. vol.320, 1973, pp. 75–152